# Беллингем, Норман
Но́рман Дин Бе́ллингем (англ. Norman Dean Bellingham; 2 декабря 1959, Фэрфакс) — американский гребец-байдарочник, выступал за сборную США в середине 1980-х — начале 1990-х годов. Участник трёх летних Олимпийских игр, олимпийский чемпион Игр в Сеуле, двукратный чемпион Панамериканских игр, победитель многих регат национального и международного значения.

## Биография
Норман Беллингем родился 2 декабря 1959 года в городе Фэрфаксе, штат Виргиния. В детстве активно занимался гребным слаломом, однако в возрасте девятнадцати лет переквалифицировался в гребца на гладкой воде. Благодаря череде удачных выступлений удостоился права защищать честь страны на домашних летних Олимпийских играх 1984 года в Лос-Анджелесе, участвовал в зачёте четырёхместных байдарок на дистанции 1000 метров, но выбыл из борьбы за медали уже после двух заездов.
В 1987 году Беллингем завоевал две золотые медали на Панамериканских играх в Индианаполисе, одержав победу в одиночках на пятистах метрах и в двойках на тысяче, а также побывал на чемпионате мира в немецком Дуйсбурге, где, тем не менее, попасть в число призёров не смог, в тех же дисциплинах в обоих случаях финишировал в финалах четвёртым. Будучи одним из лидеров гребной команды США, благополучно прошёл квалификацию на Олимпийские игры 1988 года в Сеуле, вместе с напарником Грегом Бартоном одолел всех своих соперников в километровой гонке байдарок-двоек и получил золотую олимпийскую медаль.
После двух Олимпиад Беллингем остался в основном составе американской гребной сборной и продолжил принимать участие в крупнейших международных регатах. Так, в 1992 году он отправился представлять страну на Олимпийских играх года в Барселоне, выступал в одиночках на пятистах метрах и в двойках на тысяче метрах — в обоих случаях дошёл до финала, но в решающих заездах показал четвёртый результат, остановившись в шаге от призовых позиций. Вскоре после этих соревнований принял решение завершить карьеру профессионального спортсмена, уступив место в сборной молодым американским гребцам.
Помимо гребли на байдарках Норман Беллингем также участвовал в соревнованиях по академической гребле, имеет в послужном списке несколько трофеев, выигранных на местном уровне. В 1983 году окончил Гарвардский университет, где обучался на экономиста. Завершив спортивную карьеру, перешёл на административную работу, занимал различные должности в нескольких американских спортивных организациях, в том числе состоял в Олимпийском комитете США.